# Tour der neuseeländischen Rugby-Union-Nationalmannschaft nach Großbritannien und Irland 1997
| Tour der All Blacks nach Großbritannien und Irland 1997 | Tour der All Blacks nach Großbritannien und Irland 1997 | Tour der All Blacks nach Großbritannien und Irland 1997 | Tour der All Blacks nach Großbritannien und Irland 1997 | Tour der All Blacks nach Großbritannien und Irland 1997 |
| Übersicht                                               | S                                                       | G                                                       | U                                                       | N                                                       |
| ------------------------------------------------------- | ------------------------------------------------------- | ------------------------------------------------------- | ------------------------------------------------------- | ------------------------------------------------------- |
| Test Matches                                            | 4                                                       | 3                                                       | 1                                                       | 0                                                       |
| Sonstige Spiele                                         | 5                                                       | 5                                                       | 0                                                       | 0                                                       |
| Gesamt                                                  | 9                                                       | 8                                                       | 1                                                       | 0                                                       |
|                                                         |                                                         |                                                         |                                                         |                                                         |
| Irland                                                  | 1                                                       | 1                                                       | 0                                                       | 0                                                       |
| England                                                 | 2                                                       | 1                                                       | 1                                                       | 0                                                       |
| Wales                                                   | 1                                                       | 1                                                       | 0                                                       | 0                                                       |

Die Tour der neuseeländischen Rugby-Union-Nationalmannschaft nach Großbritannien und Irland 1997 umfasste eine Reihe von Freundschaftsspielen der All Blacks, der Nationalmannschaft Neuseelands in der Sportart Rugby Union. Das Team reiste im November und Dezember 1997 durch England, Irland und Wales. Während dieser Zeit bestritt es neun Spiele, darunter je ein Test Match gegen die irische und walisische Nationalmannschaft sowie zwei Test Matches gegen die englische Nationalmannschaft. Mit Ausnahme der zweiten Begegnung mit England, die unentschieden ausging, gingen die All Blacks als Sieger vom Feld.

## Spielplan
- Hintergrundfarbe grün = Sieg
- Hintergrundfarbe gelb = Unentschieden

(Test Matches sind grau unterlegt; Ergebnisse aus der Sicht Neuseelands)
| # | Datum             | Gegner                       | Ort          | Stadion              | Ergebnis |
| - | ----------------- | ---------------------------- | ------------ | -------------------- | -------- |
| 1 | 08. November 1997 | Llanelli Scarlets            | Llanelli     | Stradey Park         | 81:3     |
| 2 | 11. November 1997 | Wales A                      | Pontypridd   | Sardis Road          | 51:8     |
| 3 | 15. November 1997 | Irland                       | Dublin       | Lansdowne Road       | 63:15    |
| 4 | 18. November 1997 | Emerging England             | Huddersfield | Kirklees Stadium     | 59:22    |
| 5 | 22. November 1997 | England                      | Manchester   | Old Trafford         | 25:8     |
| 6 | 25. November 1997 | English Rugby Partnership XV | Bristol      | Ashton Gate Stadium  | 18:11    |
| 7 | 29. November 1997 | Wales                        | London       | Wembley Stadium      | 42:7     |
| 8 | 02. Dezember 1997 | England A                    | Leicester    | Welford Road Stadium | 30:19    |
| 9 | 06. Dezember 1997 | England                      | London       | Twickenham Stadium   | 26:26    |

## Test Matches
| 15. November 1997 | Irland                                                    | 15 : 63         | Neuseeland | Lansdowne Road, Dublin Zuschauer: 52.000 Schiedsrichter: Tony Spreadbury (England) |
| 15. November 1997 | Versuche: Wood (2) Erhöhungen: Elwood Straftritte: Elwood | (15:27) Bericht | Versuche: Ieremia Marshall Mehrtens Osborne (2) Wilson (2) Erhöhungen: Mehrtens (5) Straftritte: Mehrtens (6) | Lansdowne Road, Dublin Zuschauer: 52.000 Schiedsrichter: Tony Spreadbury (England) |

Aufstellungen:
- Irland: Kieron Dawson, Eric Elwood, Eddie Halvey, Rob Henderson, Denis Hickie, Paddy Johns, Mark McCall, Conor McGuinness, John McWeeney, Eric Miller, Kevin Nowlan, Malcolm O’Kelly, Nick Popplewell, Paul Wallace, Keith Wood 
 Auswechselspieler: David Erskine, Kevin Maggs, Ross Nesdale, Brian O’Meara
- Neuseeland: Andrew Blowers, Robin Brooke, Zinzan Brooke, Olo Brown, Frank Bunce, Christian Cullen, Craig Dowd, Norman Hewitt, Alama Ieremia, Ian Jones, Justin Marshall , Andrew Mehrtens, Glen Osborne, Taine Randell, Jeff Wilson
 Auswechselspieler: Josh Kronfeld, Scott McLeod, Jon Preston, Charles Riechelmann

| 22. November 1997 14:00 WEZ | England                                  | 8 : 25         | Neuseeland                                                                        | Old Trafford, Manchester Zuschauer: 56.000 Schiedsrichter: Peter Marshall (Australien) |
| 22. November 1997 14:00 WEZ | Versuche: de Glanville Straftritte: Catt | (3:15) Bericht | Versuche: Jones Randell Wilson Erhöhungen: Mehrtens (2) Straftritte: Mehrtens (2) | Old Trafford, Manchester Zuschauer: 56.000 Schiedsrichter: Peter Marshall (Australien) |

Aufstellungen:
- England: Adedayo Adebayo, Garath Archer, Kyran Bracken, Mike Catt, Richard Cockerill, Lawrence Dallaglio , Phil de Glanville, Tony Diprose, Darren Garforth, Will Greenwood, Richard Hill, Martin Johnson, Jason Leonard, Matt Perry, David Rees
 Auswechselspieler: Neil Back, Austin Healey
- Neuseeland: Robin Brooke, Zinzan Brooke, Olo Brown, Frank Bunce, Christian Cullen, Craig Dowd, Norman Hewitt, Alama Ieremia, Ian Jones, Josh Kronfeld, Jonah Lomu, Justin Marshall , Andrew Mehrtens, Taine Randell, Jeff Wilson
 Auswechselspieler: Andrew Blowers, Scott McLeod, Jon Preston

| 29. November 1997 | Wales                                | 7 : 42         | Neuseeland | Wembley Stadium, London Zuschauer: 76.000 Schiedsrichter: Wayne Erickson (Australien) |
| 29. November 1997 | Versuche: Walker Erhöhungen: Jenkins | (0:25) Bericht | Versuche: Cullen (3) Marshall Randell Erhöhungen: Mehrtens (4) Straftritte: Mehrtens (2) Dropgoals: Z. Brooke | Wembley Stadium, London Zuschauer: 76.000 Schiedsrichter: Wayne Erickson (Australien) |

Aufstellungen:
- Wales: Robert Appleyard, Allan Bateman, Scott Gibbs, Rob Howley, Neil Jenkins, Gwyn Jones , Gareth Llewellyn, Christian Loader, Kevin Morgan, Gareth Thomas, Nathan Thomas, Mike Voyle, Nigel Walker, Barry Williams, Dai Young
 Auswechselspieler: Leigh Davies, Jonathan Humphreys, Spencer John, Arwel Thomas, Steve Williams
- Neuseeland: Robin Brooke, Zinzan Brooke, Olo Brown, Frank Bunce, Christian Cullen, Craig Dowd, Norman Hewitt, Ian Jones, Josh Kronfeld, Walter Little, Jonah Lomu, Justin Marshall , Andrew Mehrtens, Taine Randell, Jeff Wilson
 Auswechselspieler: Mark Allen, Andrew Blowers, Sean Fitzpatrick, Scott McLeod

| 6. Dezember 1997 14:00 WEZ | England                                                                    | 26 : 26        | Neuseeland                                                                   | Twickenham Stadium, London Zuschauer: 75.000 Schiedsrichter: Jim Fleming (Schottland) |
| 6. Dezember 1997 14:00 WEZ | Versuche: Dallaglio Hill Rees Erhöhungen: Grayson Straftritte: Grayson (3) | (23:9) Bericht | Versuche: Little Mehrtens Erhöhungen: Mehrtens (2) Straftritte: Mehrtens (4) | Twickenham Stadium, London Zuschauer: 75.000 Schiedsrichter: Jim Fleming (Schottland) |

Aufstellungen:
- England: Garath Archer, Neil Back, Kyran Bracken, Richard Cockerill, Lawrence Dallaglio , Phil de Glanville, Darren Garforth, Paul Grayson, Will Greenwood, Austin Healey, Richard Hill, Martin Johnson, Jason Leonard, Matt Perry, David Rees
 Auswechselspieler: Matt Dawson, Mark Regan, Chris Sheasby, Tim Stimpson
- Neuseeland: Mark Allen, Robin Brooke, Zinzan Brooke, Olo Brown, Frank Bunce, Christian Cullen, Norman Hewitt, Ian Jones, Josh Kronfeld, Walter Little, Jonah Lomu, Justin Marshall , Andrew Mehrtens, Taine Randell, Jeff Wilson
 Auswechselspieler: Scott McLeod, Charles Riechelmann, Carlos Spencer